# Megawhaitsia patrichae
Megawhaitsia patrichae (лат.) — вид гигантских тероцефалов из семейства вайтсиид (Whaitsiidae), известный по фрагментам правой верхнечелюстной кости из отложений верхей перми с территории Владимирской (местонахождение «Вязники-2») и Нижегородской области (местонахождение «Пурлы»).

## История изучения и этимология
Экземпляр ПИН № 1100/101 был найден при раскопках во Владимирской области в середине 1950-х годов и ошибочно зарегистрирован как верхняя челюсть горгонопса, сходного с иностранцевией. С учётом отсутствия горгонопсов в поздней перми Восточной Европы, фрагмент был переопределён российским палеонтологом Михаилом Феодосьевичем Ивахненко и упомянут как остатки неопределённого представителя семейства вайтсиид (Whaitsiidae) в 1997 году, затем в составе семейства мосхоринид (Moschorhinidae) в 2001 году.
Формальное описание нового вида по экземплярам ПИН № 1100/101 и № 1538/39 Ивахненко опубликовал в 2008 году, охарактеризовав его как «первую вайтсииду терминальной перми Восточной Европы». Позднее объём вайтсиид был пересмотрен таким образом, что в это семейство вошли и другие, описанные значительно ранее находки из пермских отложений Владимирской, Нижегородской и Кировской областей — Moschowhaitsia vjuschkovi (описана в 1963 году) и Viatkosuchus sumini (описан в 1995 году).
Название рода образовано Ивахненко как комбинация др.-греч. μέγας («большой») и названия другого рода тероцефалов Whaitsia (=Theriognathus), которое в свою очередь было образовано от фамилии южноафриканского священника и сборщика ископаемых Джона Генри Уэйтса. Видовое название дано в честь австралийского палеонтолога Патриши Викерс-Рич.

## Строение
Верхнечелюстная кость массивная. Длина сохранившегося фрагмента около 10 см, общая длина черепа оценивается в 40—50 см (исходя из пропорций более полных черепов мелких южноафриканских представителей). На нижнем крае челюсти имелось крупное окно (англ. fenestra) для вхождения нижнечелюстного клыка, позади него расположены альвеолы трёх крупных верхних клыков (два передних несколько более крупные). Корни клыков глубокие, все три имели общую альвеолярную сумку.
Необычная особенность строения верхнечелюстной кости — три канала, начинавшихся в районе носослёзного канала, проходивших латеральнее корней зубов и открывавшихся вблизи альвеолы каждого из клыков. По аналогии с представлениями о ядовитости другого рода тероцефалов — эучамберсии (Euchambersia), Ивахненко трактовал эти каналы как свидетельство присутствия у Megawhaitsia patrichae ядовитых желёз, использовавшихся при охоте. В настоящее время ядовитость эучамберсий ставится под сомнение по итогам сравнения с современными формами, поэтому, возможно, требует пересмотра и трактовка функций каналов Megawhaitsia patrichae.

## Экология
В сравнении с южноафриканскими формами, Megawhaitsia patrichae обладали значительно более крупными размерами и характеристиками специализированных хищников-макрофагов, охотившихся на жертв, близких к ним по размеру, — травоядных дицинодонтов, бывших многочисленными в сообществах Восточно-Европейского плакката (около 25 % находок в отложениях). Возможное наличие ядовитых желёз согласуется с гипотезой о теплокровности дицинодонтов, поскольку яд даёт значительное преимущество, прежде всего, при охоте на активную теплокровную жертву.
Предполагается, что в результате увеличения в размерах европейские вайтсииды заняли экологическую нишу крупных хищных горгонопсов, к тому моменту вымерших на территории Восточной Европы (возможно, из-за похолодания климата). Другими крупными хищниками в этих экосистемах были архозавры из семейства протерозухий — Archosaurus rossicus.
C видом Megawhaitsia patrichae или близкими к ним вайтсиидами Moschowhaitsia vjuschkovi связывают один из типов крупных копролитов из местонахождения в Вязниках («копролиты морфотипа A»). В них было выявлено высокое содержание костного материала, в том числе костей со следами богатой сети кровеносных сосудов, вероятно, принадлежавших дицинодонтам, что указывает на занимавшего верхнее положение в трофической цепи хищника. Кроме того, в копролитах морфотипа A были обнаружены остатки чешуи рыб и материал, интерпретируемый как ганоин, а также волосовидные структуры, которые трактуют как древнейшие ископаемые остатки шёрстного покрова (хотя остаётся неясным, принадлежала ли шесть жертве или была заглочена хищником в результате груминга).